# Oedemopsis haberi
Oedemopsis haberi là một loài tò vò trong họ Ichneumonidae.